# Sos (Lot-et-Garonne)
Sos is een gemeente in het Franse departement Lot-et-Garonne (regio Nouvelle-Aquitaine) en telt 681 inwoners (2004). De plaats maakt deel uit van het arrondissement Nérac.

## Geografie
De oppervlakte van Sos bedraagt 51,3 km², de bevolkingsdichtheid is 13,3 inwoners per km².
De onderstaande kaart toont de ligging van Sos (Lot-et-Garonne) met de belangrijkste infrastructuur en aangrenzende gemeenten.

## Demografie
Onderstaande figuur toont het verloop van het inwonertal (bron: INSEE-tellingen).